# Dörphofer Graben
Der Dörphofer Graben ist ein Bach in Schleswig-Holstein. Er verläuft auf der Grenze der Gemeinden Karby und Brodersby.